# Верховинська селищна рада
Верхови́нська се́лищна ра́да — орган місцевого самоврядування в Верховинському районі Івано-Франківської області. Адміністративний центр — селище Верховина.

## Загальні відомості
Верховинська селищна рада утворена в 1962 році.
- Територія ради: 52,8 км² (станом на 2019 рік)
- Населення ради: 5639 осіб (станом на 2001 рік)
- Територією ради протікає річка Чорний Черемош
- До ради відноситься хутір Великий Присліп — найвище поселення в Україні.[1]

## Населені пункти
Селищній раді підпорядковані населені пункти:
- с. Віпче
- с. Буковець
- с. Черетів
- с. Верхній Ясенів
- с. Рівня
- с. Голови
- с. Чорна річка
- с. Замагора
- с. Ільці
- с. Великий Ходак
- с. Красник
- с. Красноїлля
- с. Вигода
- с. Кривопілля
- с. Волова
- с. Стаїще
- с. Криворівня
- с. Бережниця
- с. Перехресне

## Склад ради
Рада складається з 32 депутатів та голови.
- Голова ради: Мицканюк Василь Миколайович

### Керівний склад попередніх скликань
| Прізвище, ім'я, по батькові | Основні відомості                                                                                 | Дата обрання | Дата звільнення |
| --------------------------- | ------------------------------------------------------------------------------------------------- | ------------ | --------------- |
| Сумарук Іван Юрійович       | Селищний голова, 1948 року народження, безпартійний                                               | 26.03.2006   | 31.10.2010      |
| Мицканюк Василь Миколайович | Селищний голова, 1959 року народження, освіта вища, член Всеукраїнського об'єднання «Батьківщина» | 31.10.2010   |                 |

Примітка: таблиця складена за даними сайту Верховної Ради України

### Депутати
За результатами місцевих виборів 2010 року депутатами ради стали:

#### За суб'єктами висування
| Суб'єкт висування                                       | Кількість обраних депутатів | %    |
| ------------------------------------------------------- | --------------------------- | ---- |
| Політична партія Всеукраїнське об'єднання «Батьківщина» | 15                          | 46,9 |
| Самовисування                                           | 8                           | 25   |
| Партія регіонів                                         | 2                           | 6,3  |
| Політична партія «Наша Україна»                         | 2                           | 6,3  |
| Українська Народна Партія                               | 2                           | 6,3  |
| Аграрна партія України                                  | 1                           | 3,1  |
| Народна партія                                          | 1                           | 3,1  |
| Політична партія Народний Рух України                   | 1                           | 3,1  |

#### За округами
| № округу                                                | Прізвище, ім'я, по батькові      | Дата визнання обраним | Освіта             | Партійна приналежність                        | Відомості про обраного депутата                            |
| ------------------------------------------------------- | -------------------------------- | --------------------- | ------------------ | --------------------------------------------- | ---------------------------------------------------------- |
| Аграрна партія України                                  |                                  |                       |                    |                                               |                                                            |
| 12                                                      | Мироняк Степан Степанович        | 02.11.2010            | середня            | член Аграрної партії України                  | тимчасово не працює                                        |
| Народна Партія                                          |                                  |                       |                    |                                               |                                                            |
| 13                                                      | Бельмега Андрій Михайлович       | 02.11.2010            | вища               | член Народної партії                          | Верхоринський лісгосп, майстер цеху                        |
| Партія регіонів                                         |                                  |                       |                    |                                               |                                                            |
| 16                                                      | Зузяк Дмитро Олексійович         | 02.11.2010            | середня            | член Партії регіонів                          | тимчасово не працює                                        |
| 31                                                      | Ванджурак Юрій Васильович        | 02.11.2010            | середня            | член Партії регіонів                          | Верховинська ЗОШ, охоронець                                |
| Політична партія Всеукраїнське об'єднання «Батьківщина» |                                  |                       |                    |                                               |                                                            |
| 3                                                       | Тимчук Іван Миколайович          | 02.11.2010            | середня            | позапартійний                                 | тимчасово не працює                                        |
| 5                                                       | Зубюк Іван Іванович              | 02.11.2010            | середня            | позапартійний                                 | СК «Оранта», страховий агент                               |
| 6                                                       | Розенчук Богдан Іванович         | 02.11.2010            | середня            | позапартійний                                 | Верховинський РЕМ, майстер                                 |
| 9                                                       | Рибенчук Василь Васильович       | 02.11.2010            | вища               | позапартійний                                 | ПП «Торг», заступник директора                             |
| 11                                                      | Хацюк Ганна Дмитрівна            | 02.11.2010            | середня            | позапартійна                                  | Верхоринський водоканал, головний бухгалтер                |
| 14                                                      | Сінітович Ігор Йосипович         | 02.11.2010            | вища               | член Всеукраїнського об'єднання «Батьківщина» | пенсіонер                                                  |
| 15                                                      | Мартищук Іван Олексійович        | 02.11.2010            | вища               | член Всеукраїнського об'єднання «Батьківщина» | Держземкадастр, землевпорядник                             |
| 17                                                      | Тимчук Галина Василівна          | 02.11.2010            | вища               | член Всеукраїнського об'єднання «Батьківщина» | приватний підприємець                                      |
| 18                                                      | Ілюк Марія Іванівна              | 02.11.2010            | вища               | позапартійна                                  | пенсіонер                                                  |
| 21                                                      | Антіпов Петро Миколайович        | 02.11.2010            | вища               | член Всеукраїнського об'єднання «Батьківщина» | Верхоринська селищна рада, секретар                        |
| 22                                                      | Філипчук Юрій Юрійович           | 02.11.2010            | вища               | позапартійний                                 | Верховинська центральна районна лікарня, лікар             |
| 24                                                      | Кошелюк Андрій Андрійович        | 02.11.2010            | середня спеціальна | член Всеукраїнського об'єднання «Батьківщина» | Верхоринський лісгосп, лісник                              |
| 26                                                      | Мельник Анатолій Миколайович     | 02.11.2010            | середня спеціальна | член Всеукраїнського об'єднання «Батьківщина» | СТК ТСОУ, інструктор                                       |
| 27                                                      | Ванджурак Галина Дмитрівна       | 02.11.2010            | вища               | позапартійна                                  | приватний підприємець                                      |
| 29                                                      | Медвійчук Василь Васильович      | 02.11.2010            | середня спеціальна | позапартійний                                 | СП «Крона», кочегар                                        |
| Політична партія Народний Рух України                   |                                  |                       |                    |                                               |                                                            |
| 28                                                      | Марчук Євдокія Василівна         | 02.11.2010            | вища               | член Народного Руху України                   | відділ освіти районної державної адміністрації, спеціаліст |
| Політична партія «Наша Україна»                         |                                  |                       |                    |                                               |                                                            |
| 7                                                       | Ванджурак Михайло Юрійович       | 02.11.2010            | середня            | позапартійний                                 | танцювальний колектив, керівник                            |
| 19                                                      | Потяк Андрій Михайлович          | 02.11.2010            | вища               | позапартійний                                 | сільпо, зав. відділом                                      |
| Українська Народна Партія                               |                                  |                       |                    |                                               |                                                            |
| 20                                                      | Рашковська Парасковія Онуфріївна | 02.11.2010            | вища               | позапартійна                                  | Верхоринський РАЦС, начальник                              |
| 23                                                      | Кейван Іван Федорович            | 02.11.2010            | вища               | член Української Народної Партії              | Верховинська ЗОШ, вчитель                                  |
| Самовисування                                           |                                  |                       |                    |                                               |                                                            |
| 1                                                       | Матаржук Михайло Олексійович     | 02.11.2010            | середня            | позапартійний                                 | сезонний працівник                                         |
| 2                                                       | Микитейчук Петро Петрович        | 02.11.2010            | середня            | позапартійний                                 | фельдшерсько-акушерський пункт, лікар                      |
| 4                                                       | Білоногова Ганна Петрівна        | 02.11.2010            | вища               | позапартійна                                  | Верхоринська селищна рада, секретар діловод                |
| 8                                                       | Шекеряк Іван Юрійович            | 02.11.2010            | середня            | позапартійний                                 | Верхоринське лісництво, майстер лісу                       |
| 10                                                      | Шкрібляк Дмитро Дмитрович        | 02.11.2010            | середня            | позапартійний                                 | пенсіонер                                                  |
| 25                                                      | Раховський Дмитро Юрійович       | 02.11.2010            | середня спеціальна | позапартійний                                 | Верховинська центральна районна лікарня, рентген лаборант  |
| 30                                                      | Бойчук Василь Васильович         | 02.11.2010            | вища               | позапартійний                                 | Верховинська ЗОШ, вчитель                                  |
| 32                                                      | Дячук Марія Юріївна              | 02.11.2010            | вища               | позапартійна                                  | приватний підприємець                                      |